# Coreene Callahan
Pour les articles homonymes, voir Callahan.
Œuvres principales
- Série Dragon Furie
- Série The Circle of Seven

Coreene Callahan est une auteure canadienne de romans paranormaux et historiques, de fantasy urbaine et de romance.

## Œuvres

### SérieDragonfury
1. Furie de flamme, Milady, 2014 ((en) Fury of Fire, 2012)  (ISBN 978-2811212629)
2. Furie de glace, Milady, 2015 ((en) Fury of Ice, 2012)  (ISBN 978-2811213718)
3. Furie tentatrice, Milady, 2015 ((en) Fury of Seduction, 2012)  (ISBN 978-2811215781)
4. Furie de désir, Milady, 2016 ((en) Fury of Desire, 2013)  (ISBN 978-2811217839)
5. Furie de passion, Milady, 2017 ((en) Fury of Obsession, 2015)  (ISBN 978-2811218522)
6. Furie délivrée, Milady, 2017 ((en) Fury of Surrender, 2016)  (ISBN 978-2811236250)
7. (en) Fury of Denial, 2017

#### Nouvelles
- Tome 4.5 : (en) Fury of Fate, 2014
- Tome 5.5 : (en) Fury of a Highland Dragon, 2015
- Tome 6.5 : (en) Fury of a Shadows, 2017

### SérieThe Circle of Seven
1. (en) Knight Awakened, 2012
2. (en) Knight Avenged, 2014
3. (en) Knight Unleashed, 2016

### SérieWarriors of the Realm
1. (en) Warrior’s Revenge, 2013